# Boukary
Boukary, de son vrai nom Kouamé Gilles Romuald Kacou, est un artiste comédien, chanteur, humoriste ivoirien. Il est reconnu comme l'un des meilleurs comédiens humoristes Ivoiriens,.

## Biographie

### Enfance, études et débuts
Boukary, natif de la ville d'Oumé et d'ethnie Gagou, est issu d’une fratrie de 14 enfants et d’un père technicien à la RTI. Après le décès de son père, il s'est mis dans le commerce d'éponge, de garba afin de subvenir aux besoins de sa famille.

### Carrière
Il fait ses premiers pas humoristiques en 1996 en jouant le rôle de marabout dans l'émission Dimanche passion de la Côte d’Ivoire, animée par Barthelemy Inabo.
La carrière d'artiste humoriste a véritablement décollé en 2004 et aujourd'hui, il est considéré comme l'un des plus grands talents dans son domaine.

## Prix et récompense
- 2016 : Meilleur humoriste d’Afrique Francophone au Festival Abidjan Capitale du Rire[5],[6]

- 2019 : Grand Prix Ivoir’Humour 2019[7]

- 2021 : Meilleur humoriste d’Afrique Francophone au Festival Abidjan Capitale du Rire[5]